# Radu Negru

Radu Negru  (romunsko Radu Negru, Črni Radu, običajno Negru Vodă, Črni vojvoda) je bil legendarni ustanovitelj in prvi vladar Vlaške, * ni znano, † ni znano.
Romunsko ljudsko izročilo pravi, da je Radu okrog leta 1290 ustanovil Vlaško. Legenda je bila prvič omenjena v 17. stoletju v letopisu družine Cantacuzino. V istem letopisu je tudi trditev, da je v prestolnicah Câmpulung in Curtea de Argeş zgradil veliki cerkvi. Podatek je verjetno napačen in se nanaša na Raduja I. Vlaškega, ki je vladal od leta 1377 do 1383. V legendah o Meşterulu Manoleju, legendarnem arhitektu samostana  Curtea de Argeș, je Radu Negru omenjen kot naročnik gradnje cerkve. Njegova podoba je pomešana  z Neagoejem  Basarabom, ki je vladal mnogo kasneje. 
Ime Radu izhaja iz slovanske besede radost in je še vedno priljubljeno v Romuniji in romunsko govoreči Moldovi.
Ljudsko izročilo in legende podobo Raduja Vodă mešajo z naslednjimi vladarji:
- Tokomerjem,
- Basarabom I.,
- Radujem I. in
- Neagoejem  Basarabom.

## Vir
- Neagu Djuvara (2007). Thocomerius-Negru Vodă, un voivod de origine cumană la începuturile Țării Românești. Editura Humanitas, Bukarešta. ISBN 978-973-50-1787-3.